# Тайнай (Ніїґата)

38°03′00″ пн. ш. 139°25′00″ сх. д. / 38.05000° пн. ш. 139.41667° сх. д.
Тайна́й (яп. 胎内市, たいないし, МФА: [tai̯nai̯ ɕi̥]) — місто в Японії, в префектурі Ніїґата.

## Короткі відомості
Розташоване в північно-східній частині префектури, в басейні річки Тайнай. Виникло на основі сільських поселень раннього нового часу. Засноване 1 вересня 2005 року шляхом об'єднання містечка Накадзьо та села Курокава повіту Кіта-Камбара. Основою економіки є сільське господарство, садівництво, вирощування тюльпанів, харчова промисловість, металургія, хімічна промисловість. Станом на 1 квітня 2009 площа міста становила 265,18 км². Станом на 1 червня 2011 населення міста становило 31 165 осіб.